# Chet Atkins
Chester Burton Atkins, detto Chet (Luttrell, 20 giugno 1924 – Nashville, 30 giugno 2001), è stato un chitarrista, compositore e produttore discografico statunitense.
Chitarrista di grande talento, si affermò a livello internazionale grazie allo stile eclettico e alla notevole abilità nella tecnica fingerstyle. Nell'arco della propria carriera, ha pubblicato oltre ottanta album da solista, collaborando con artisti quali The Everly Brothers, Les Paul, Jerry Reed, Mark Knopfler e Tommy Emmanuel, Perry Como, Elvis Presley, Eddy Arnold, Don Gibson, Waylon Jennings e molti altri.
Egli è considerato l'inventore del cosiddetto «Nashville sound», un innovativo stile musicale che rese appetibile il country anche agli amanti del pop e del rock.
Atkins non è solamente ritenuto il pioniere del «Nashville sound», ma anche della tecnica tapping che userà successivamente Eddie Van Halen. Per tale invenzione e per la creatività dei suoi album, è ritenuto uno dei più grandi chitarristi di ogni epoca.
La rivista specializzata Rolling Stone lo ha inserito nella lista dei 100 migliori chitarristi di tutti i tempi.

## Biografia
Chet Atkins nacque il 20 giugno 1924 a Luttrell, Tennessee, vicino alle Clinch Mountains, e crebbe con la madre, due fratelli e una sorella tutti più grandi di lui. I suoi genitori divorziarono quando aveva sei anni. Il suo primo strumento fu l'ukulele, ma passò successivamente al violino. A nove anni barattò con suo fratello Lowell una chitarra in cambio di una vecchia pistola e di qualche faccenda domestica. Scrisse nella sua autobiografia del 1974: «Eravamo così poveri, e lo erano anche tutti quelli attorno a noi, che dovettero giungere gli anni '40 prima che qualcuno sapesse che c'era stata la depressione.» A causa dei gravi attacchi d'asma che lo affliggevano dovette trasferirsi in Georgia a vivere col padre. La malattia lo costringeva a dormire su una poltrona con la schiena dritta in modo da riuscire a respirare agevolmente; durante la notte suonava la chitarra fino ad addormentarsi stringendola tra le braccia, un'abitudine che durò per tutta la sua vita.
Si racconta che quando era giovanissimo, nelle occasioni in cui un amico o un ospite, facendo visita a casa, suonava la chitarra, Chet Atkins si metteva con l'orecchio talmente vicino allo strumento che era praticamente impossibile suonarlo. Questa fu una delle prime dimostrazioni del suo amore per la chitarra che diventerà in seguito la sua principale ragione di vita, e che porterà in giro per il mondo suonando in sale da concerto gremite da Nashville a Boston.
Chet Atkins divenne un esperto chitarrista negli anni della scuola superiore. Usava il bagno della scuola per esercitarsi poiché offriva un'acustica migliore. La sua prima chitarra aveva il manico così curvo che si poteva suonare solo sui primi tasti. Comprò una chitarra elettrica semi-acustica e un amplificatore, ma doveva percorrere diversi chilometri per trovare una presa elettrica poiché la sua casa non era fornita di elettricità.
Atkins non ebbe un proprio stile fino al 1939, quando sentì suonare Merle Travis alla radio. Questa esperienza influenzò definitivamente il suo modo di suonare, che ben presto divenne unico. Mentre Travis utilizzava il dito indice per la melodia e il pollice per suonare i bassi, Chet Atkins approfondì questa tecnica utilizzando tre dita della mano destra per la melodia e il pollice per i bassi. Il risultato fu una chiarezza e una complessità che si tradussero nel suo inconfondibile suono.

## Carriera

### I primi anni
Dopo l'abbandono precoce della scuola superiore nel 1942, trovò un posto di lavoro presso la WNOX radio a Knoxville, Tennessee, dove suonò il violino e la chitarra con il cantante Bill Carlisle e il comico Archie Campbell; contemporaneamente divenne un membro dei "Dixieland Swingsters", una piccola formazione swing strumentale della stazione radio. Dopo tre anni si trasferì alla WLW di Cincinnati, Ohio, dove Merle Travis aveva precedentemente lavorato. Dopo sei mesi si trasferì a Raleigh e lavorò con Johnnie e Jack, prima di dirigersi a Richmond, Virginia, dove suonò con Sunshine Sue Workman. Atkins dovette dapprima combattere la sua timidezza, che lo ostacolava, così come il fatto che il suo stile sofisticato indusse molti a dubitare che fosse veramente "country". Venne spesso licenziato, ma seppe sempre trovare un altro posto di lavoro in altre stazioni radio grazie alla sua indiscussa abilità nel suonare.
Andò a Chicago dove fece un'audizione per Red Foley, che stava per legarsi alla Grand Ole Opry. Atkins fece la sua prima comparsa al Grand Ole Opry nel 1946 in qualità di membro del gruppo di Foley. Registrò anche un singolo per l'etichetta Bullet Records di Nashville nello stesso anno. Questo singolo, Guitar Blues, fu abbastanza progressivo, includendo un assolo di clarinetto di Dutch McMillan accompagnato da Owen Bradley al pianoforte. Atkins ebbe un piccolo ruolo da solista nel Grand Ole Opry, ma quando fu deciso di eliminarlo se ne andò. Fu scritturato dalla stazione KWTO di Springfield, Missouri, ma nonostante l'appoggio del direttore Si Siman, fu licenziato in quanto ritenuto non abbastanza "country".

### Gli anni della RCA
Mentre lavorava con una banda a Denver, Atkins si fece notare dalla RCA Victor. Si Siman incoraggiò Steve Sholes della RCA ad assumere Atkins, in quanto il suo stile (con il successo di Merle Travis), divenne improvvisamente in voga. Sholes, direttore musicale per la musica country della RCA, rincorse Atkins fino a Denver. Chet fece la sua prima registrazione per la RCA a Chicago nel 1947. Il disco non vendette. Fece qualche registrazione in studio per la RCA, ma tornò a Knoxville dove lavorò con Homer and Jethro nel nuovo programma del sabato sera della WNOX. La vita si fece nuovamente dura per Chet Atkins che nel frattempo si era sposato e aveva avuto una figlia. Per arrotondare pensò anche di accordare pianoforti. Nel 1949 lasciò la WNOX per tornare alla KWTO suonando con Mother Maybelle and the Carter Sisters. Il gruppo si fece notare e a metà degli anni cinquanta si trasferirono a Nashville dove Atkins iniziò a lavorare alle sessioni di registrazione e ad esibirsi su WSM and the Opry.
Nonostante non avesse ancora registrato un album di successo per la RCA, la sua fama stava crescendo. Iniziò ad assistere Sholes come session leader quando questi aveva bisogno di aiuto nell'organizzare audizioni per gli artisti della RCA. Il primo singolo di successo di Atkins fu Mr. Sandman, seguito da Silver Bell, che fece in duetto con Hank Snow. I suoi album divennero più popolari. Oltre a dedicarsi alle registrazioni, Atkins divenne consulente di design per la Gretsch, che costruì una linea di chitarre elettriche griffate 'Chet Atkins' dal 1955 al 1980. Atkins divenne anche manager della RCA.

### Esecutore e produttore
Quando Sholes nel 1957 passò alla produzione pop, come risultato del suo successo con Elvis Presley, mise Atkins a capo della divisione di Nashville della RCA. Le vendite dei dischi di musica country erano calate drasticamente dal momento in cui il rock and roll era stato proposto al grande pubblico, così Atkins e Bob Ferguson, su suggerimento di Owen Bradley, eliminarono violini e steel guitar per dare più risalto al ruolo del cantante, così come accadeva per la musica pop. Ciò che ne risultò prese il nome di "Nashville Sound", che a detta di Atkins era una definizione data dai media legata allo stile delle registrazioni fatte in quel periodo sforzandosi di tenere la musica country, e il loro lavoro, in vita. Atkins fece uso della collaborazione dei Jordanaires e di una sezione ritmica per successi come Four Walls e He'll Have to Go di Jim Revves e Oh Lonesome Me e Blue Blue Day di Don Gibson. Vedere un brano country arrivare al successo, evento una volta raro, divenne più comune. Atkins e Bradley avevano messo il produttore al posto di comando, dandogli modo di indirizzare la scelta del materiale e del retroterra musicale dell'artista.

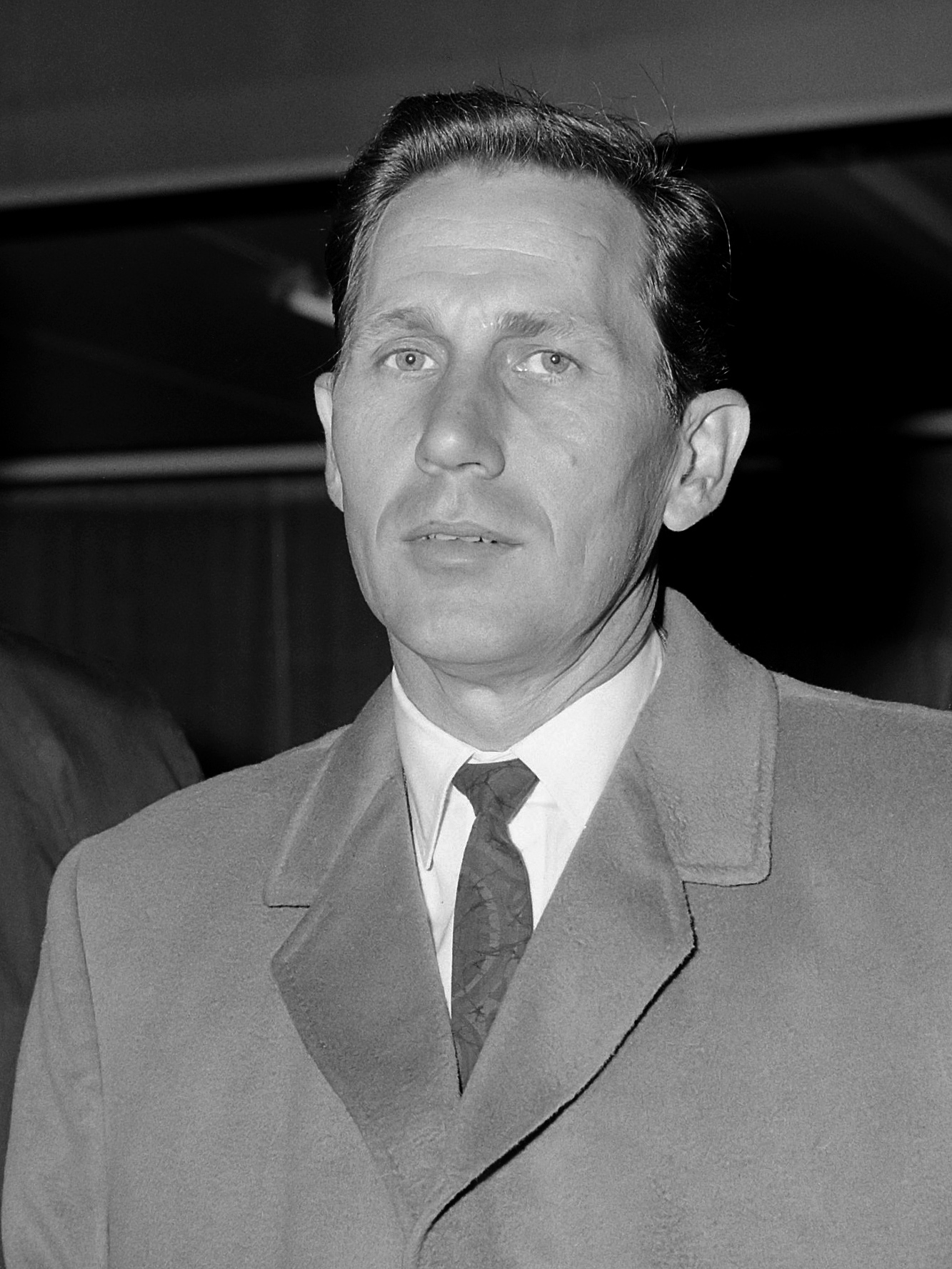
Chet Atkins nel 1965

Atkins realizzò i suoi album, che sovente sfociavano negli standard del pop e nel jazz, in un sofisticato home studio, registrando spesso le tracce ritmiche alla RCA, ma aggiungendo le sue parti soliste a casa, rifinendo il tutto finché il risultato non lo soddisfaceva. Chitarristi di ogni stile ammiravano molti album di Atkins per le sue singolari idee musicali e, in qualche caso, per le sperimentazioni elettroniche. In questo periodo divenne internazionalmente noto come "Mister Guitar", che è anche il titolo di uno dei suoi album. Il caratteristico modo di suonare, il cosiddetto "Atkins Style" che era ed è molto difficile da padroneggiare, consiste nell'utilizzo della tecnica del fingerpicking sfruttando il maggior numero di dita della mano destra per la linea melodica. Atkins si esibì alla Casa Bianca per tutti i presidenti, da John Fitzgerald Kennedy a George H. W. Bush.
Prima che il suo mentore Sholes morisse nel 1968, Atkins era diventato vice presidente della divisione country della RCA. Aveva ingaggiato Waylon Jennings, Willie Nelson, Connie Smith, Bobby Bare, Dolly Parton, Jerry Reed e John Hartfor per l'etichetta musicale negli anni sessanta e ispirato e aiutato un'infinità di altri artisti. Atkins corse qualche rischio durante la metà degli anni sessanta, quando il Movimento per i Diritti Civili scatenò delle rivolte nel Sud per l'ingaggio del primo cantante country afro-americano Charley Pride, il cui stile era più ruvido rispetto a quello morbido che Atkins aveva sviluppato. Ma l'intuizione di Atkins si rivelò corretta. Per ironia della sorte alcuni dei più grandi fan di Pride erano anche tra i più tradizionalisti cultori della musica country, e non si curavano delle aggiunte stilistiche pop di Atkins.
Il più grande singolo di successo di Atkins è Yakety Axe, del 1965, un adattamento del brano Yakety Sax del suo amico e sassofonista Boots Randolph. Si esibì raramente in quel periodo e nel caso doveva chiedere a qualche produttore della RCA di fare le sue veci in qualità di vice presidente per sgravarlo dalla mole di lavoro.

### Dalla RCA alla Columbia
Negli anni settanta le mansioni esecutive stressarono Atkins sempre più. Produsse pochi album, ma comunque di successo come And I Love You So di Perry Como. Fece parecchie registrazioni con l'amico Jerry Reed che divenne poi un artista di successo. Nel 1973 gli fu diagnosticato un cancro al colon. Questo evento lo portò a ridefinire il suo ruolo nella RCA. Lasciò l'amministrazione e tornò al suo primo amore, la chitarra, registrando con Reed e con Homer and Jethro.
Verso la fine degli anni settanta Atkins aveva ormai fatto il suo tempo come produttore. I nuovi amministratori della RCA avevano idee differenti rispetto al passato. Dopo il suo ritiro dai vertici della compagnia, Atkins cominciò a sentirsi soffocato come artista perché la RCA non gli permetteva di intraprendere la via del jazz. Allo stesso tempo ebbe dei dissapori con la direzione della Gretsch, ormai non più gestita dalla famiglia stessa, che lo indussero a negare l'autorizzazione all'utilizzo del suo nome e della sua immagine per la produzione delle chitarre. Divenne consulente di design per le chitarre della Gibson. Lasciò definitivamente la RCA nel 1982 e firmò per la Columbia Records per la quale produsse un album di debutto nel 1983. Alla Columbia poté dare sfoggio della sua creatività e del suo gusto esprimendosi liberamente col jazz e in altri contesti. Il jazz era sempre stato nelle sue corde e questo aveva spesso suscitato le critiche dei più tradizionalisti musicisti country. Ad Atkins faceva poco piacere l'appellativo di "chitarrista country" che gli veniva dato: insisteva sul fatto che era semplicemente un chitarrista. Anche se suonava a orecchio e si distingueva nell'improvvisazione, sapeva leggere le partiture e suonò anche alcuni brani di musica classica. Tornò alle sue origini country per gli album che registrò con Mark Knopfler e Jerry Reed. Quando gli fu chesto di stilare la lista dei 10 chitarristi più influenti del XX secolo, Atkins mise Django Reinhardt in cima alla lista e se stesso in quinta posizione.
Negli ultimi anni di vita tornò a esibirsi alla radio e a suonare di tanto in tanto il violino.

## Eredità
Chet Atkins ricevette numerosi premi, inclusi undici Grammy Awards, di cui uno alla carriera nel 1993, e nove Country Music Association Instrumentalist of the Year Award. Billboard Magazine lo premiò col Century Award, il "più alto riconoscimento per la distinzione e il successo creativo" nel 1997.
Atkins ampliò l'universo dei chitarristi e degli amanti della musica. Il suo interesse nei più disparati generi musicali si può notare seguendo l'evoluzione della sua discografia. È considerato inoltre il primo chitarrista in assoluto ad essersi servito del pedale wah wah.
Negli anni novanta le sue condizioni di salute peggiorarono e il 30 giugno 2001 morì a Nashville nella sua casa.
Nel suo testamento scrisse: «Tra qualche anno, quando me ne sarò andato, qualcuno ascolterà quello che ho fatto e saprà che sono stato qua. Forse non sapranno o non gli importerà sapere chi sono, ma ascolteranno la mia chitarra parlare al posto mio.»

## Discografia

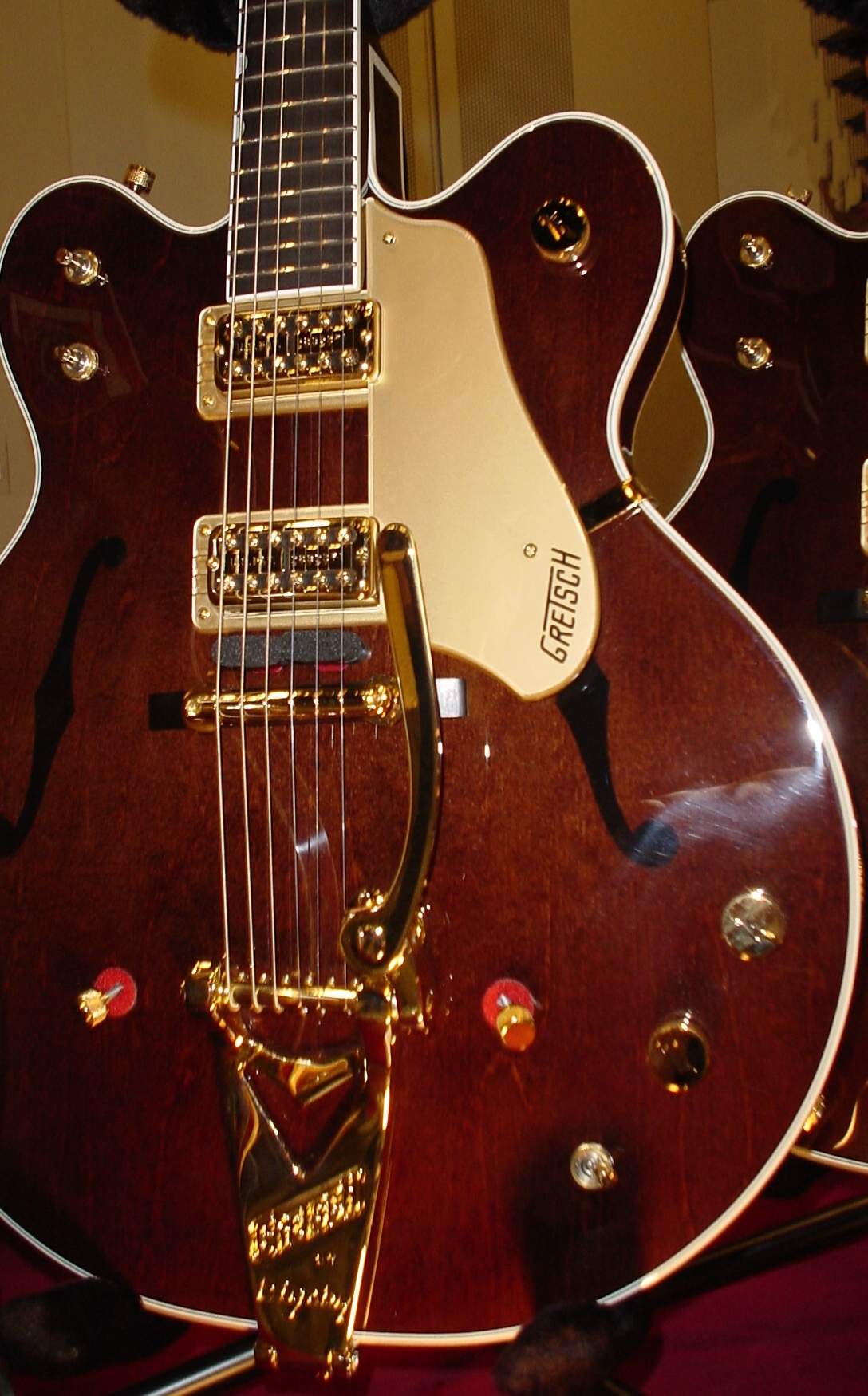
Un esemplare di chitarra elettrica Gretsch G6122 «Country Gentleman», uno degli strumenti più rappresentativi fra quelli suonati da Atkins

Chet Atkins, pur essendo stato un chitarrista di indiscussa fama, non ha avuto un successo discografico paragonabile agli artisti della sua epoca come i Beatles. Le sue più popolari canzoni sono Gallopin on Guitar, Yakety Axe, Take Five e Mr Sandman. La seconda di questa lista ha riscontrato un successo notevole (4º nelle classifiche del US Country); inoltre, ha raggiunto una certa fama. Di seguito sono elencati i suoi album:
- 1952 - Chet Atkins' Gallopin' Guitar (10") (RCA Victor)
- 1953 - String Dustin' (RCA Victor)
- 1954 - A Session with Chet Atkins (RCA Victor)
- 1955 - Stringin' Along with Chet Atkins (RCA Victor)
- 1955 - Chet Atkins in Three Dimensions (RCA Victor)
- 1955 - The Amazing Chet Atkins (w/Anita Kerr Singers) (Sesac)
- 1956 - Finger Style Guitar (RCA Victor)
- 1957 - Hi Fi in Focus (RCA Victor)
- 1958 - Chet Atkins at Home (RCA Victor)
- 1959 - Mister Guitar (RCA Victor)
- 1959 - Hum & Strum Along with Chet Atkins (RCA Victor)
- 1959 - Chet Atkins in Hollywood (RCA Victor)
- 1960 - The Other Chet Atkins (RCA)
- 1961 - Teensville (RCA)
- 1960 - After the Riot at Newport (RCA)
- 1961 - Chet Atkins' Workshop (RCA Victor)
- 1961 - The Most Popular Guitar (RCA Victor)
- 1961 - Chet Atkins Plays Great Movie Themes (33 Compact) (RCA Victor)
- 1961 - Christmas with Chet Atkins (RCA Victor)
- 1962 - Down Home (RCA)
- 1962 - Plays Back Home Hymns (RCA)
- 1962 - Caribbean Guitar (RCA Victor)
- 1963 - Our Man in Nashville (RCA)
- 1963 - Teen Scene (RCA)
- 1963 - Travelin' (RCA)
- 1963 - The Guitar Genius ( RCA Camden)
- 1964 - Guitar Country (RCA)
- 1964 - Progressive Pickin' (RCA)
- 1964 - Reminiscing (RCA Victor)
- 1964 - The Best of Chet Atkins (RCA Victor)
- 1964 - The Early Years of Chet Atkins & His Guitar (RCA Camden)
- 1965 - My Favorite Guitars (RCA)
- 1965 - More of That Guitar Country (RCA)
- 1966 - Chet Atkins Picks on the Beatles (RCA)
- 1966 - From Nashville with Love (RCA)
- 1966 - The Pops Goes Country (RCA Victor)
- 1966 - The Best of Chet Atkins Vol. 2 (RCA)
- 1966 - Music from Nashville, My Hometown ( RCA Camden)
- 1967 - It's A Guitar World (RCA Victor)
- 1967 - Chet Atkins Picks the Best (RCA)
- 1967 - Class Guitar (RCA)
- 1967 - Chet ( RCA Camden)
- 1968 - Solo Flights (RCA)
- 1968 - Solid Gold 68 (RCA)
- 1968 - Play Guitar with Chet Atkins (Dolton/Liberty)
- 1968 - Chet All the Way (Import)
- 1968 - Hometown Guitar (RCA)
- 1969 - Relaxin' with Chet (Camden)
- 1969 - Lovers Guitar (RCA)
- 1969 - Solid Gold 69 (RCA)
- 1969 - The Nashville String Band (RCA)
- 1970 - C.B. Atkins & C.E. Snow by Special Request (RCA)
- 1969 - Chet Atkins Picks on the Pops (RCA Victor)
- 1970 - Yestergroovin' (RCA)
- 1970 - Solid Gold 70 (RCA)
- 1970 - Me & Jerry (w/Jerry Reed) (RCA)
- 1970 - Down Home (with the Nashville String Band) (RCA)
- 1970 - Pickin' My Way (RCA)
- 1970 - This Is Chet Atkins (RCA)
- 1971 - Mr. Atkins, Guitar Picker (Camden)
- 1971 - Chet Atkins Guitar Method Volume 1 & 2 (F.A.M.E.)
- 1971 - For the Good Times (RCA)
- 1971 - Strung Up (with the Nashville String Band) (RCA)
- 1971 - Country Pickin' (Pickwick)
- 1971 - Identified! (Nashville String Band) (RCA)
- 1971 - Chet Floyd & Boots (Camden)
- 1972 - Me & Chet(w/Jerry Reed) (RCA)
- 1972 - World's Greatest Melodies (Nashville String Band) (RCA)
- 1972 - Now & Then (RCA)
- 1972 - American Salute (Boston Pops w/Chet Atkins) (RCA Red Seal)
- 1972 - The Bandit (RCA)
- 1972 - Nashville Gold (RCA)
- 1972 - Picks on the Hits (RCA)
- 1973 - Greatest Hits of the 50's w/Arthur Fiedler (RCA Red Seal)
- 1972 - Finger Pickin' Good (Camden)
- 1973 - Discover Japan (import)
- 1974 - Chet Atkins Picks on Jerry Reed (RCA)
- 1973 - Superpickers (RCA)
- 1974 - The Atkins - Travis Traveling Show (w/Merle Travis) (RCA)
- 1975 - The Night Atlanta Burned (RCA)
- 1975 - Famous Country Music Makers (RCA)
- 1975 - In Concert (RCA)
- 1975 - The Golden Guitar of Chet Atkins (RCA)
- 1973 - Alone (RCA)
- 1976 - Chester & Lester (w/Les Paul) (RCA)
- 1975 - Chet Atkins Goes to the Movies (RCA)
- 1975 - Teen Scene (reissue) (Pickwick)
- 1977 - Love Letters (Camden)
- 1976 - The Best of Chet Atkins and Friends (RCA)
- 1977 - Me and My Guitar (RCA)
- 1977 - Chet Floyd & Danny (RCA)
- 1977 - A Legendary Performer (RCA)
- 1978 - Guitar Monsters (w/ Les Paul) (RCA)
- 1979 - And Then Came Chet (France) (RCA)
- 1979 - First Nashville Guitar Quartet (RCA)
- 1980 - The Best of Chet on the Road - Live (RCA)
- 1980 - Reflections (RCA)
- 1981 - Country After All These Years (RCA)
- 1981 - Standard Brands (RCA)
- 1981 - Country Music (Time-Life)
- 1982 - Solid Gold Guitar (RCA)
- 1983 - Guitar Pickin' Man (Cambra)
- 1983 - Great Hits of the Past (RCA)
- 1983 - Work It out with Chet Atkins C.G.P. (CBS)
- 1983 - East Tennessee Christmas (CBS)
- 1984 - Tennessee Guitar Man (Pair)
- 1984 - A Man & His Guitar (RCA)
- 1985 - Collectors Series (RCA)
- 1985 - Guitar for All Seasons (Pair)
- 1985 - Stay Tuned (Columbia)
- 1986 - 20 of the Best (RCA)
- 1986 - Street Dreams (Columbia)
- 1987 - Sails (CBS)
- 1988 - Chet Atkins, C.G.P. (CBS)
- 1988 - Pickin' on Country (Pair)
- 1989 - Masters of the Guitar: Together (Pair)
- 1989 - Pickin' the Hits (Pair)
- 1990 - Neck and Neck (Columbia)
- 1990 - The Magic of Chet Atkins (Heartland Music)
- 1990 - Country Gems (Pair)
- 1991 - The Romantic Guitar (RCA Special Products)
- 1992 - Sneakin' Around (CBS)
- 1992 - The RCA Years (RCA)
- 1993 - The Gingham Dog and the Calico Cat (w/Amy Grant)	 (Madacy)
- 1993 - Gallopin' Guitar	 (Bear Family)
- 1993 - Jazz From The Hills	 (Bear Family)
- 1994 - Simpatico (w/Suzy Bogguss)	(Liberty)
- 1994 - Read My Licks (Columbia)
- 1996 - The Essential Chet Atkins (RCA)
- 1996 - Almost Alone (Columbia)
- 1997 - The Day Finger Pickers Took Over the World (Sony)
- 1998 - Super Hits (BMG/RCA)
- 1998 - Masters (import) (Eagle)
- 2000 - Guitar Legend: The RCA Years (Buddha/BMG)
- 2000 - Guitar Man (Camden/BMG)
- 2001 - RCA Country Legends (BMG/Buddha)
- 2001 - The Master and His Music (BMG/Buddha)
- 2002 - Chet Atkins Picks on the Grammys (Columbia)
- 2002 - Tribute to Bluegrass (BMG)
- 2003 - The Best of Chet Atkins (Belgium) (BMG)
- 2003 - Solo Sessions (2-CD) (CGP Records)